# Óli Breckmann
Óli Breckmann (født 30. marts 1948 i Tórshavn) er en færøsk politiker og gymnasielærer. Han er forhenværende færøsk lagtingsmedlem og forhenværende medlem af Folketinget.
Han er medlem af det færøske parti Fólkaflokkurin (Folkepartiet), blev lagtingsmedlem i 1974 og folketingsmedlem for Færøerne fra 10. januar 1984 til 20. november 2001, tilsluttet Det Konservative Folkepartis folketingsgruppe. Han var lagtingsmedlem indtil den 19. januar 2008.
Breckmann er uddannet i økonomi, samfundshistorie og engelsk fra University of Edinburgh og Bristol University. I mange år var han gymnasielærer ved Færøernes Gymnasium (Føroya Studentaskúli) i Hoydalar i Tórshavn. Han var redaktør for den færøske avis Dagblaðið i perioderne 1975-91 og 1998-2002. Dagblaðið udkom fra 1935 til 2003, dog var en pause på nogle år i 1990'erne.
Han har bl.a. udgivet følgende bøger:
- Stavnurin – udvalgte politiske skrifter, 1984
- Jól á Halanum – en færøsk fiskers erindringer, 1989

1994 blev han Ridder af Dannebrog.